# 酒精與心血管疾病

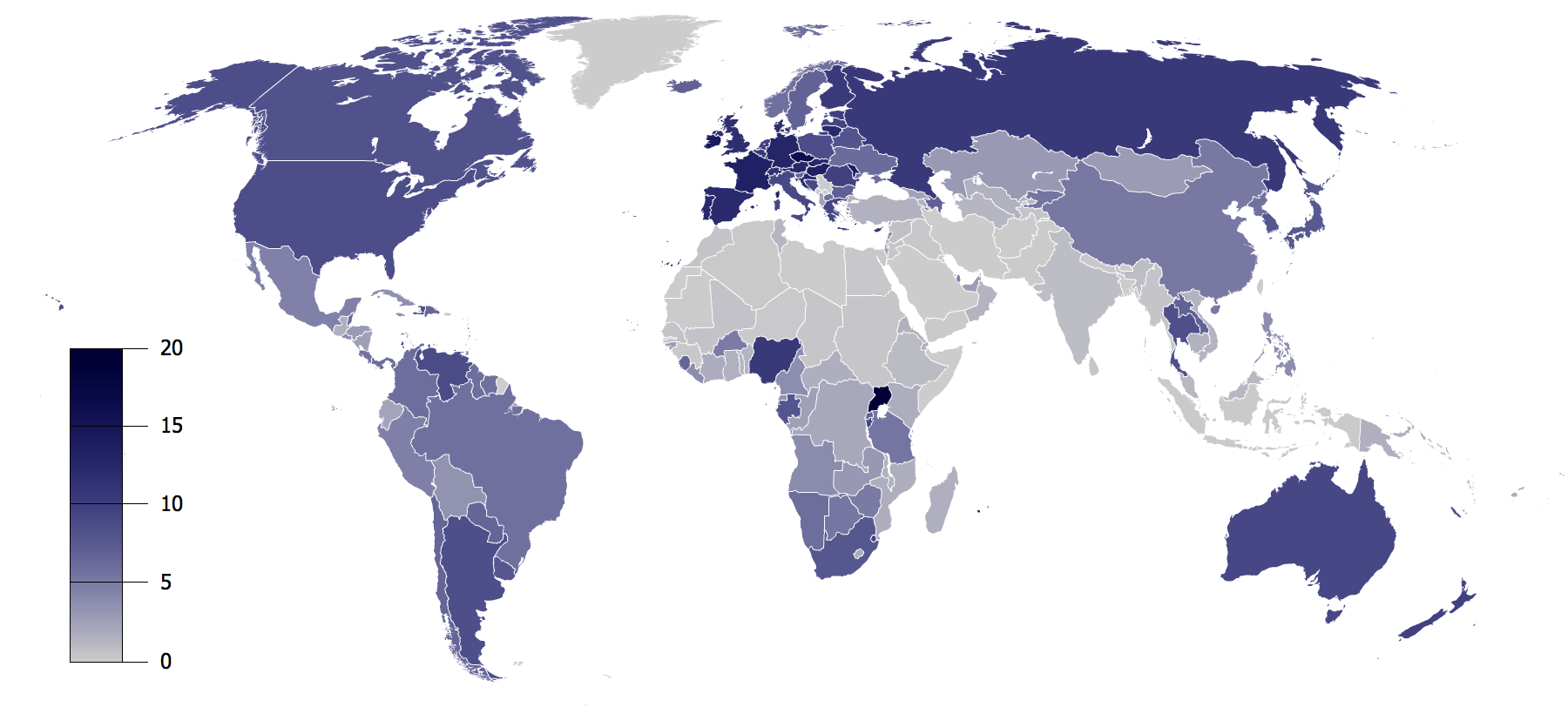
全球15歲以上平均飲酒量（換算成純酒精公升）分佈圖，根據世界衛生組織WHO（2004年）資料製作。

這篇文章用以簡單討論酒精與心血管疾病（英語：Alcohol and cardiovascular disease）之間的關係。
過量飲酒與酒精性肝病 (ALD)、心臟衰竭、某些癌症、和意外傷害的風險升高有關聯，並且是工業化國家中原本可預防死亡發生的主要原因。關於顯示飲酒對身體有益的研究則存有爭議.
一些流行病學和短期實驗研究顯示，每天飲酒一到兩單位的人與從不飲酒的人相比，與降低缺血性心臟病有相關聯。此外，經常飲用輕到中等劑量的酒精飲料（女性每天1單位，男性每天2單位）與心血管相關疾病的發生率和心血管患者的全因死亡率降低有關聯。然而, 由於缺乏對照組所做的干預研究和研究證據, 對於不經常飲酒的心血管疾病患者，不會鼓勵他們開始飲酒.
所謂酒精1單位的定義為8公克（10毫升，或0.34美國液量盎司）被當作1英國酒精標準單位。而美國國家酒精濫用和酗酒研究所 (NIAAA)對“單位”的定義為一瓶12盎司啤酒、一杯5盎司葡萄酒、或是1.5盎司蒸餾酒。

## 保護心臟的可能機制
廣泛的流行病學研究已證明飲酒對心臟有保護作用。然而，人們對於達成這種結果的機制尚未完全了解。研究者提出幾種可能的機制，包括如下。
I. 酒精改善血脂狀況。
A. 可增加人體的高密度脂蛋白（HDL）（“好的膽固醇”）。然而，HDL的增加與劑量和疾病有關聯。一些群體每天必須攝入大約30克酒精（對男性屬於中等劑量，對女性則屬高劑量）以增加HDL。對於一些糖尿病患者和更年期的群組，小劑量酒精即可提高HDL的水準。
B. 會降低健康和患者群體的低密度脂蛋白（LDL）（“壞膽固醇”），但其功能仍有爭議。
C. 可改善膽固醇（高密度脂蛋白和低密度脂蛋白）的粒徑
II. 酒精可減少血栓形成（血液凝固）。
A. 減少血小板凝聚。
B. 可減少纖維蛋白原（一種凝血劑）。這與酒的種類無關，長期飲用葡萄酒會達到這種效果。。
C. 加速纖維蛋白溶解（血液凝塊溶解的過程）。
III. 酒精可透過以下其他方式發生作用。
A. 受到壓力時可減少冠狀動脈痙攣。
B. 增加冠狀動脈血流量。
C. 降低血壓。
D. 降低血液中胰島素水準。
E. 增加雌激素水準。
至於適度的飲用啤酒、葡萄酒、或是蒸餾酒，哪種與心臟病有更強的關聯，醫學上尚缺乏共識。研究顯示，每種都有效，沒任一種具有明顯的優勢。現在大多數研究人員認為最重要的成分就是酒精本身。
美國心臟協會發表的報告說：“有超過10多項前瞻性研究顯示，增加飲酒數量與降低冠狀動脈疾病（CHD）發病率之間存在一致、清晰的劑量反應關係。在不同地理和種族群體內的男性和女性的數據相似。每天喝一到兩單位與風險降低約30%至50%有關聯”。報告還指出，總死亡率隨著劑量的增加而增加：“總死亡率的J形分佈是酒精對CHD死亡率的保護作用，以及大量飲酒產生其他疾病死因影響的總和。”
在美國和許多其他國家，心臟病是導致死亡的最大原因。因此，一些醫生建議讓患者了解適量飲酒對健康的潛在益處，尤其是在他們禁酒，但飲酒又不算禁忌的情況下。但也有人則反對，擔心這樣做，可能會導致大量或是濫用酒精。重度飲酒與許多健康和安全問題有關聯。

## 減量飲酒
大家都知道飲酒會增加罹患高血壓的風險。因此有許多臨床試驗用以檢驗減少飲酒對血壓的影響。系統綜述和綜合分析的結果顯示，減少酒精攝入對血壓的影響與劑量有關聯。
I. 對每天飲酒2單位或更少的人，當他們減少飲酒量到接近禁酒的程度時，血壓並未顯著降低。
II. 對每天喝3單位或更多的人，當他們減少飲酒量到接近禁酒的程度時，血壓會顯著降低。
III. 對每天喝6單位或更多的人來說，當他們減少飲酒量到接近禁酒的程度時，血壓的降低率最高。
IV. 對女性和高血壓患者，由於臨床試驗不足，對於每天飲酒少於3單位的，減少飲酒量對血壓的影響仍不夠清楚。

## 對研究法的爭論
以往的研究，顯示飲酒與全因死亡率之間是個J型的關係，而少量的飲酒可降低死亡率。一種符合邏輯的可能性是參與研究的某些戒酒者因從前飲酒過度而身體健康受到損害，而當他們戒酒後就被歸類為不飲酒者，反過來在非飲酒者群組中加入許多患病者，這類人對於研究的結果會產生讓人誤解的數據。為驗證這一假設，一項綜合分析進行相應性重新分類。結果是適度飲酒的結果與終身禁酒，或是偶爾飲酒的死亡率類似，並未產生任何益處。

## 進一步閱讀
- Tolstrup J, Jensen MK, Tjønneland A, Overvad K, Mukamal KJ, Grønbaek M. . BMJ. 2006, 332 (7552): 1244–1248. PMC 1471902 . PMID 16672312. doi:10.1136/bmj.38831.503113.7C.
- O'Keefe JH, Bhatti SK, Bajwa A, DiNicolantonio JJ, Lavie CJ. . Mayo Clinic Proceedings. 2014, 89 (3): 382–393. PMID 24582196. doi:10.1016/j.mayocp.2013.11.005 .

## 外部連結
- USDA Dietary Guidelines for Americans 2005: Chapter 9 Alcoholic Beverages